# Джан Джакомо (Монферат)
Джан Джакомо Палеолог (на италиански: Gian Giacomo Paleologo, * 23 март 1395 в Трино, † 12 март 1445 в Казале Монферато в Пиемонт) е маркграф на Монферат от 1418 до 1431 г. и от 1433 до 1445 г.
Той е единстевен син и наследник на маркграф Теодоро II Палеолог († 16 април 1418) и втората му съпруга Жана дьо Бар († 1402), дъщеря на херцог Роберт I от Бар (1344–1411) и Мария дьо Валоа (1344-1404), дъщерята на крал Жан II от Франция и Бон от Бохемия. Сестра му София Монфератска († 21 август 1434) се омъжва на 19 януари 1421 г. за Йоан VIII Палеолог, който 1425 г. става император на Византия и я изгонва през август 1426 г.
От 1414 г. до ставането му на маркграф той има титлата граф на Аквосана, по време на управлението му той е императорски генерален викар за Италия. През 1431 г. той трябва да избяга във Франция заради коалиция против Монферат, след две години може да поеме маркграфството си отново.
Джакомо умира на 12 март 1445 г. в Казале Монферато и е последван от неговия син Джовани IV.

## Семейство
Джакомо се жени през 1412 г. за Джована Савойска (* 16 август 1392, † 1460), дъщеря на „червеният граф“ Амадей VII (1360–1391) и на Бона (1365–1435), внучка на френския крал Жан II. Джована е сестра на херцог Амадей VIII (антипапа Феликс V, 1439—1449). С нея Джакомо има пет или шест деца:
- Джовани IV (* 1413, † 1464), 1445 маркграф и 1464 княз на Монферат
- Вилхелм X (също VIII) (* 1420, † 1483), 1464 маркграф на Монферат
- Амадеа Палеологина (* ок. 1418, † 13 август 1440 на Кипър), омъжена за Жан (Йоан) крал на Кипър († 1458)
- Изабела Палеологина (* ок. 1419, † май 1475), омъжена за Лудвиг I, маркграф на Салуцо († 1475)
- Бонифаций III (* 1426, † 1494), 1483 маркграф на Монферат
- Теодор (Теодоро) (* 1425, † 1484), кардинал и апостолски протонотар